# Ponemah, Minnesota
Ponemah, Minnesota (енгл. Ponemah) насељено је место без административног статуса у америчкој савезној држави Минесота.

## Демографија
По попису из 2010. године број становника је 724, што је 150 (-17,2%) становника мање него 2000. године.
| Група             | 2000.     | 2010.    |
| Белци             | 2 (0,2%)  | 4 (0,6%) |
| Афроамериканци    | 0 (0,0%)  | 2 (0,3%) |
| Азијати           | 0 (0,0%)  | 0 (0,0%) |
| Хиспаноамериканци | 16 (1,8%) | 3 (0,4%) |
| Укупно            | 874       | 724      |